# Andricus dentimitratus
Espèce
Andricus dentimitratus est une espèce d'insectes hyménoptères de la famille des Cynipidae, parasite de plusieurs espèces de chênes en régions méditerranéennes. Il provoque la formation d'une galle sur les glands.

## Étymologie
L'épithète spécifique dentimitratus  est issue du latin dens, dentis, « dent », et mitratus, « coiffé d'une mitre ».

## Hôtes
Les adultes pondent leurs œufs sur différentes espèces de chênes et, en se développant, les larves provoquent la formation d'une grande galle. Parmi les espèces parasitées, on trouve Quercus frainetto, Quercus petraea, Quercus pyrenaica, Quercus pubescens et Quercus robur.

## Description de la galle

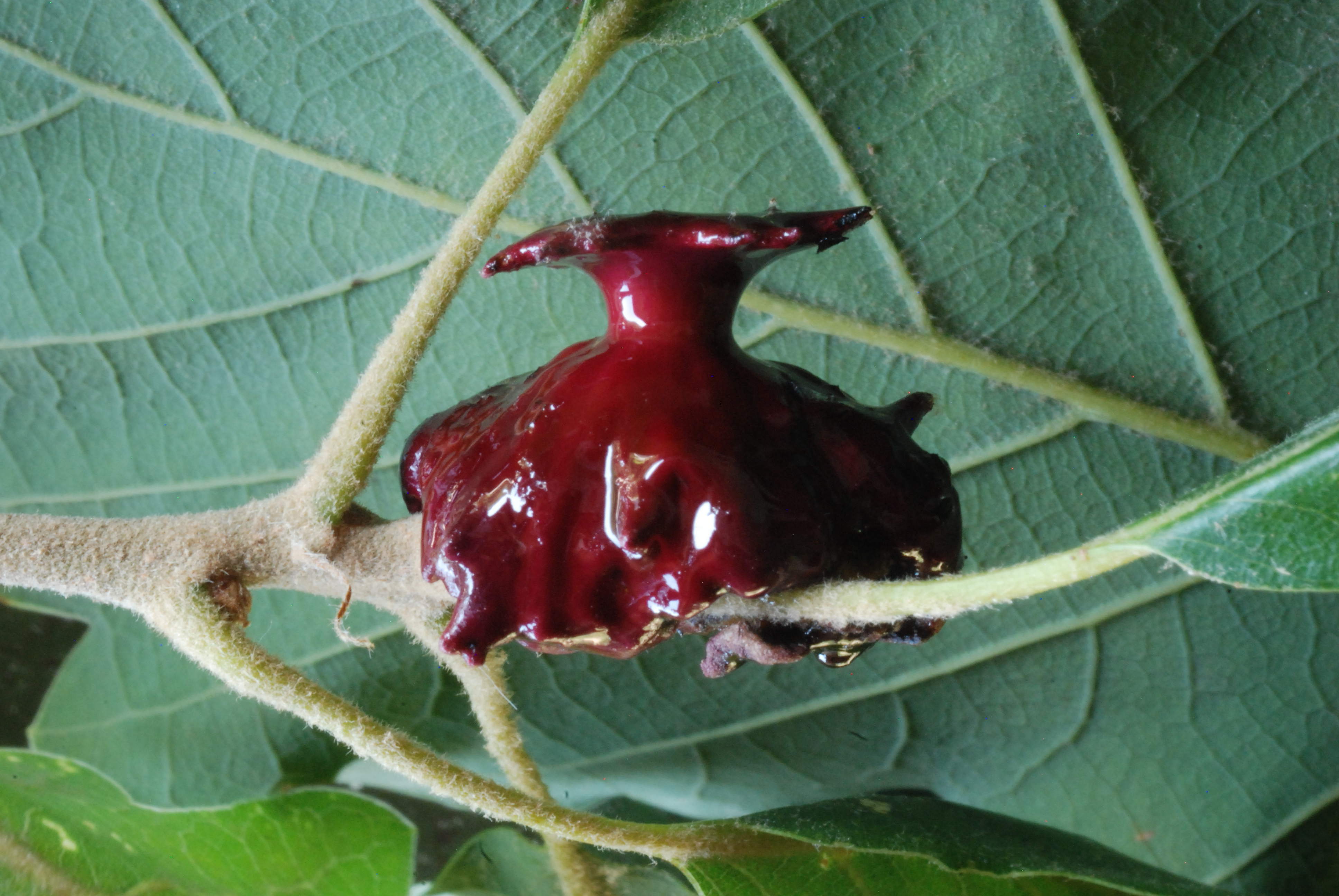
Galle rouge brillante en forme de champignon provoquée par Andricus dentimitratus

La galle grandit sur la cupule du gland. Sa forme évoque celle d'un champignon ; elle est ligneuse, marron à rouge, brillante, épaisse et collante. Elle peut atteindre 25 mm de hauteur et 20 mm de diamètre. La partie supérieure qui ressemble au chapeau d'un champignon est plus moins lobée ou dentée. l'insecte sort par le rétrécissement entre le « chapeau » et la base.

## Cycle de vie
Comme de nombreuses autres espèces du genre Andricus, A. dentimitratus a un cycle de vie complexe. Il montre une phase agame qui ne produit que des femelles parthénocarpiques et une phase sexuée où des mâles sont aussi produits. Les galles provoquées par l'insecte dans la phase agame sont décrites et illustrées, mais quoique la reproduction sexuée soit signalée, les galles ne sont pas connues à ce stade.

## Distribution
C'est une espèce commune dans les régions méditerranéennes (France, Hongrie, Italie, Slovaquie et Turquie).